# Utakamand
Utakamand (tamilski: உதகமண்டலம், ang. Ootacamund, w skrócie Ooty) – miasto na południu Indii w stanie Tamilnadu w górach Ghaty Zachodnie w masywie górskim Nilgiri, na wysokości ponad 2100 metrów. Stolica dystryktu Nilgiris. Miasto ma około 97 tysięcy mieszkańców (według spisu z 2003).
Jest znanym na cały świat uzdrowiskiem klimatycznym i ośrodkiem turystycznym. Znajdują się w nim m.in. wytwórnie chininy. Miasto jest również znane jako stacja końcowa linii kolejowej Nilgiri Mountain Railway, wpisanej na listę światowego dziedzictwa UNESCO.